# Jean-Crispin Kimbeni Ki Kanda
Jean-Crispin Kimbeni Ki Kanda (ur. 22 października 1969 w Kinszasie) – kongijski duchowny rzymskokatolicki, doktor teologii pastoralnej, biskup pomocniczy kinszaski w latach 2020–2022, biskup diecezjalny Kisantu od 2022.

## Życiorys
Jean-Crispin Kimbeni Ki Kanda urodził się 22 października 1969 w Kinszasie. Studiował filozofię w seminarium św. Jeana-Marie Vianneya oraz teologię w Wyższych Seminariach Duchownych św. Andrzeja Kaggwa i św. Jana XXIII. W 2011 uzyskał tytuł magistra bioetyki w rzymskim Międzynarodowym Instytucie Camillianum – afiliowanym przy Papieskim Uniwersytecie Laterańskim, kontynuując studia w tym samym instytucie, a następnie uzyskał doktorat z teologii pastoralnej w 2019. Święcenia prezbiteratu przyjął 30 maja 1999.
Po święceniach pełnił następujące funkcje: 1999–2001: studia licencjackie z filozofii i kwalifikacje pedagogiczne na Katolickim Uniwersytecie w Kongu; 1999–2002: wychowawca i nauczyciel seminarium przygotowawczego im. Kardynała Maluli; 2001–2002: zastępca sekretarza i kanclerz archidiecezji Kinszasa, a także wicerektor Sanktuarium Notre-Dame de la Paix de Fatima; 2002–2020: urzędnik Kongregacji ds. Ewangelizacji Narodów; 2017–2020: administrator parafii Santa Maria Assunta w Cielo w Borgo Pineto (diecezja Civita Castellana).
29 czerwca 2020 papież Franciszek prekonizował go biskupem pomocniczym Kinszasy ze stolicą tytularną Dragonara. Święcenia biskupie otrzymał 10 października 2020 w katedrze Najświętszej Marii Panny. Udzielił mu ich kardynał Fridolin Ambongo, arcybiskup metropolita Kinszasy, w asyście Ettore Balestrero, nuncjusza apostolskiego w Demokratycznej Republice Konga, i Marcela Utembi, arcybiskupa metropolity Kisangani.
11 czerwca 2022 papież Franciszek przeniósł go na urząd biskupa diecezjalnego Kisantu. Ingres do katedry Matki Bożej Siedmiu Boleści, w trakcie którego kanonicznie objął urząd, odbył 6 sierpnia 2022.